# Stuttgart Flughafen/Messe
Stuttgart Flughafen/Messe – stacja kolejowa w Stuttgarcie, w kraju związkowym Badenia-Wirtembergia, w Niemczech.
Znajduje się w terminalu portu lotniczego Stuttgart.